# 伽利略溫度計

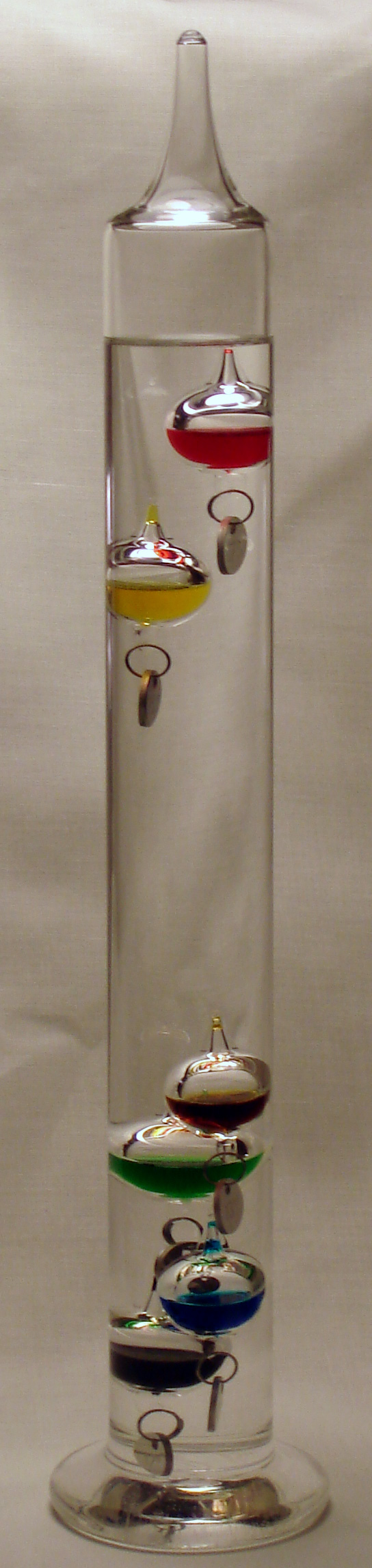

伽利略溫度計(英文：Galileo thermometer)是一種由玻璃圓筒、透明液體及不同密度的重物所構成的溫度計。當溫度改變時，液體的密度會隨之改變，使得懸浮的重物上下移動，直到與周圍的液體密度相等。密度最低的重物會在最頂部，最高的在最底部。每個重物都掛著刻有數字的金屬圓盤，讀取周遭溫度時，找懸浮在頂部最底端的重物。

## 運作原理

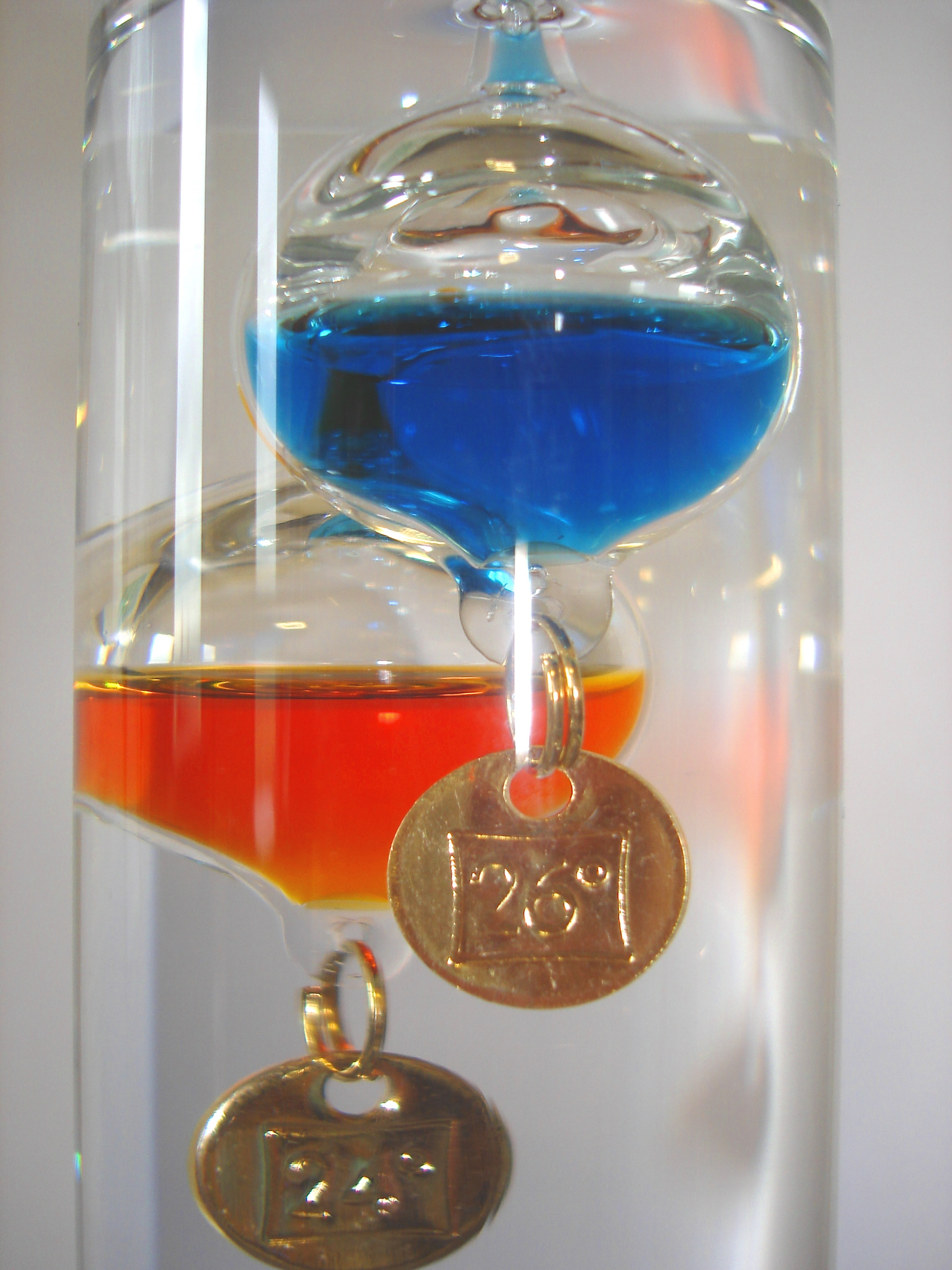

伽利略溫度計的運作原理是浮力。浮力一般是指物體在液體或氣體中所產生向上的托力，是鋼製小船能漂浮的原因(當然，一支鋼製棒子是會下沉的)。液體中的物體漂浮與否，取決於物體本身的重量，以及放入水中時物體排開液體的重量。。如果物體的重量小於排開液體重，就會浮在水上；大於排開液體重就會下沉；如果相等，則會懸浮在液體中。

圖一

如果有兩個物體，都是邊長10cm 的正方體，那麼兩者都會排開1公斤的水。也就是說，在水中時的浮力就會等於1公斤。左圖咖啡色物體會漂浮是因排開液體重(因一半沉在水中所以是0.5公斤)等於物體的重量。右圖綠色物體會下沉是因排開液體重，也就是浮力，少於物體的重量。

圖二

圖二中空的物體，重量變成0.5公斤，但能排開液體的體積跟原本一樣，所以會跟圖一咖啡色物體時相同結果。以上的例子，物體漂浮的液體是水，密度為1kg/L，因此上面每一個能排開液體的重量都是1公斤。伽利略發現了液體的密度會隨溫度稍微改變，溫度升高時，液體密度會減少，這正是伽利略溫度計運作的主要關鍵。

圖三

圖三的綠色物體重量是1公斤。左圖，液體的密度為1.001 kg/L。因為水能夠被排開的重量（1.001公斤）大於物體的重量，所以它浮在水面上。右圖，液體的密度為0.999 kg/L。這時，水能夠被排開的重量（0.999公斤）比物體的重量小，浮力不足以支撐其重力，所以就沉到了底部。由此可看出，密度微小的變化也能夠造成懸浮在液體中的物體下沉。
伽利略溫度計中，每個小玻璃球裝有不同顏色的液體。液體的成分不影響溫度計的運作，顏色只是裝飾用。玻璃吹製密封後，小玻璃球的等效密度就由下掛的金屬圓盤來調正。因為玻璃球的體積是固定的，溫度造成內部的氣體、液體膨脹都不會造成顯著的影響。周遭的透明液體不是水，而是一些密度隨溫度改變比水還大的一些有機溶液。（如乙醇）

圖四

圖四是伽利略溫度計在不同溫度時示意圖。(圖中溫度單位是華氏)。
如果有一些玻璃球在頂部，一些在底部，一個浮在中間（圖四的左圖），那麼浮在中間的就是周遭的溫度(綠色的76°F)。
如果都沒有浮在中間的（圖四的右圖），那麼可以取上面和下面兩端溫度的平均值，也可以直接讀取上面最下方的溫度。

## 外部連結
- Galilean Thermometer（页面存档备份，存于） （英文）
- Howstuffworks（页面存档备份，存于） （英文）